# Gare de Flémalle-Haute
La gare de Flémalle-Haute est une gare ferroviaire de la ligne 125 de Liège à Namur située sur le territoire de la commune belge de Flémalle, en Région wallonne, dans la province de Liège. 
C'est une gare de la Société nationale des chemins de fer belges (SNCB) desservie par des trains InterCity (IC), Suburbains (S), Omnibus (L) et d'Heure de pointe (P).

## Situation ferroviaire
Établie à 72 mètres d'altitude, la gare de Flémalle-Haute est située au point kilométrique (PK) 11,2 de la ligne 125 de Liège à Namur, entre les gares de Leman et de Engis. Gare de bifurcation, elle est l'aboutissement de la ligne 125A de Liège à Flémalle.

## Histoire

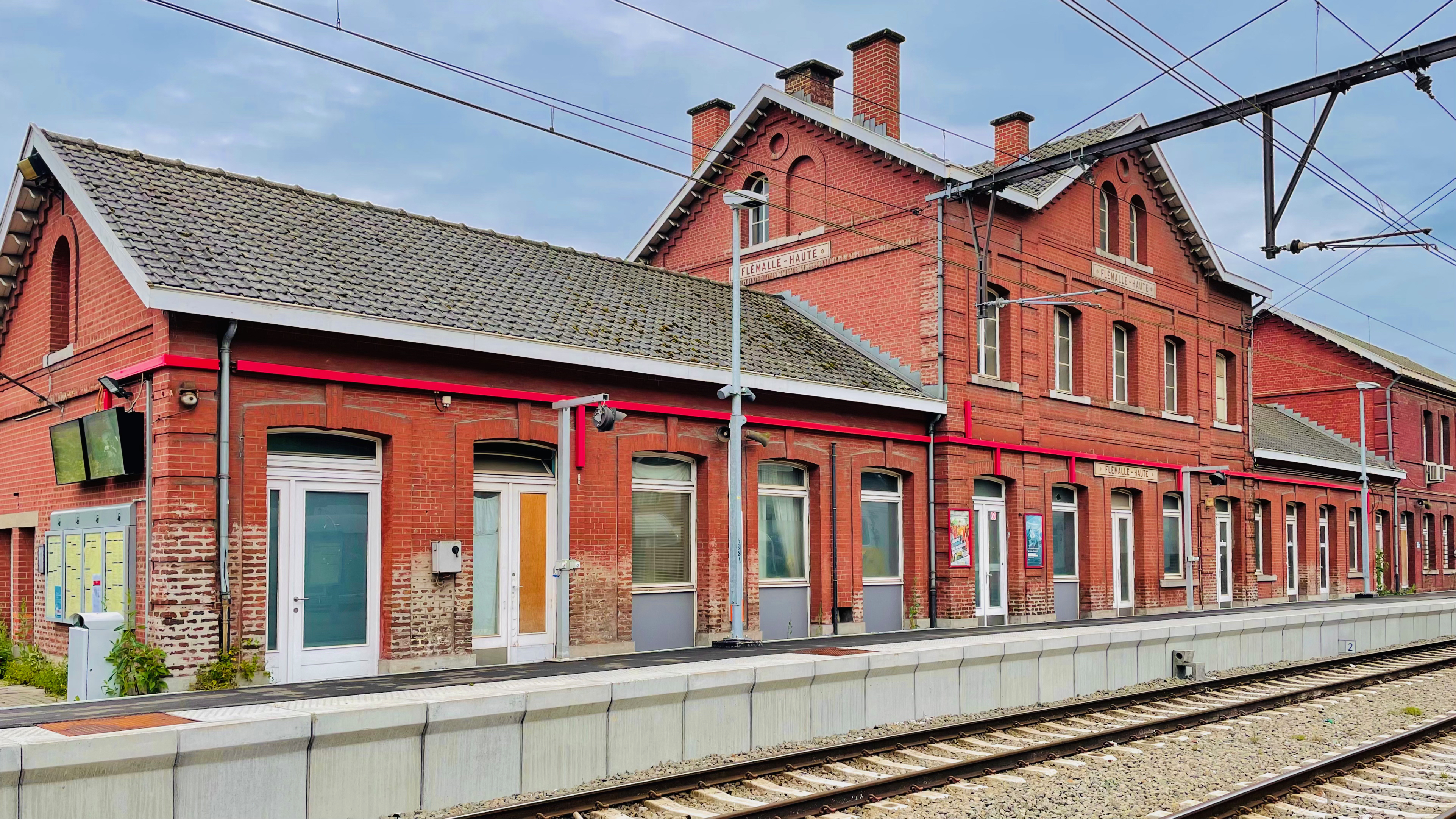
Bâtiment voyageurs, construit par le Nord-Belge.

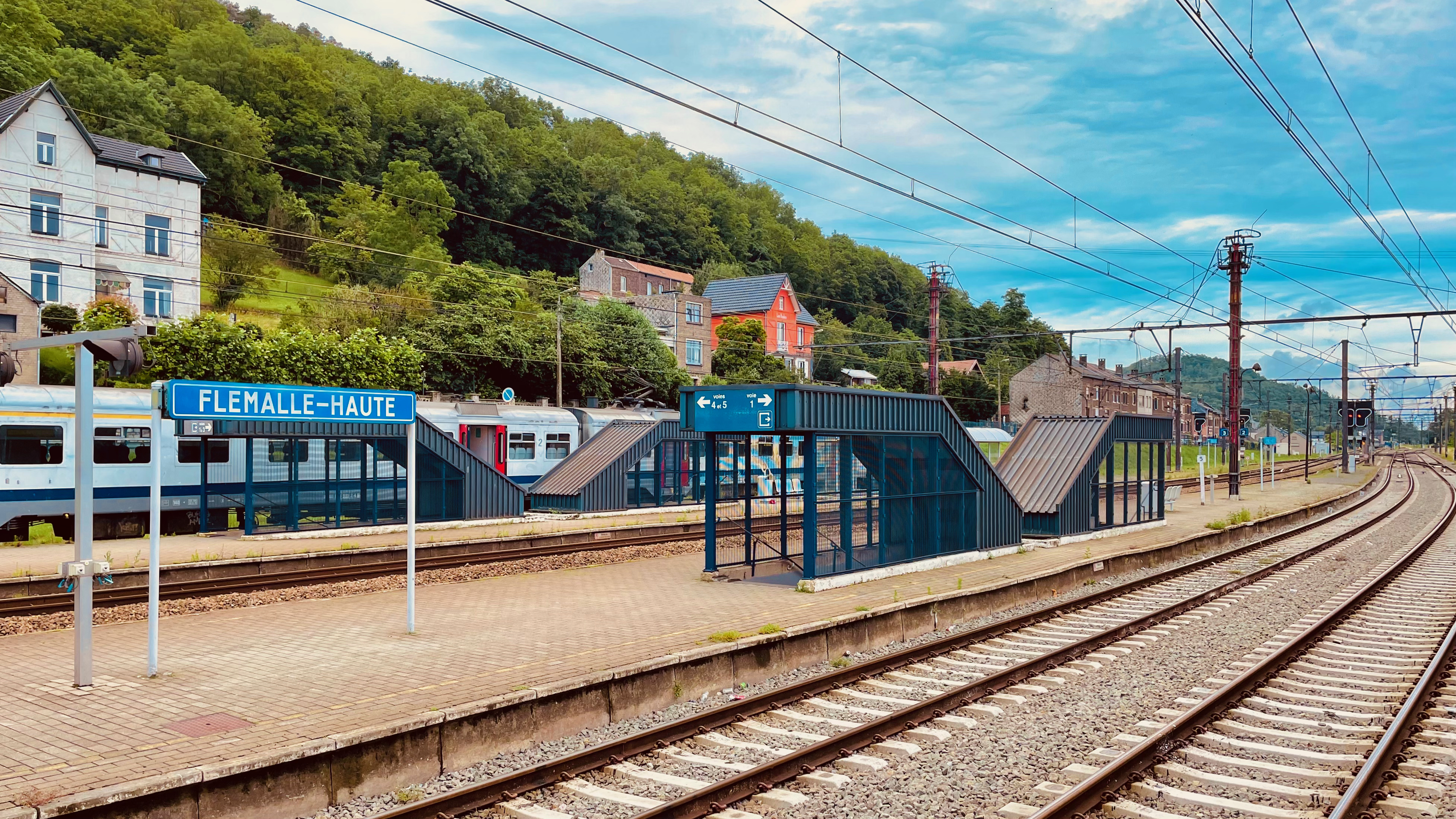
Quais.

La gare est mise en service le 18 novembre 1850 et exploitée jusque 1940 par la Compagnie du Nord - Belge.
Comme le veut la pratique du Nord - Belge, le bâtiment voyageurs des gares de moyenne importance emploie un modèle utilisé dans plusieurs autres gares de France et de Belgique. Il n'y a pas d'autre équivalent au bâtiment de Flémalle-Haute en Belgique mais on en trouve plusieurs exemples en France sur le réseau du Nord, notamment la Gare d'Estrées-Saint-Denis.
Le bâtiment est un type standard à la compagnie du Nord dont une dizaine d'exemplaires ont été construits en France mais elle était la seule de Belgique.
Elle est desservie par des trains Intercity depuis 1998. Le guichet est définitivement fermé le premier août 2015.
Le 10 juin 2018, de nouveaux trains L sont mis en place (entre Flémalle-Haute et Liers) et quelques trains L Waremme - Liège-Guillemins sont prolongés vers Flémalle-Haute. Ces trains, rapidement renommés S42 et S44, circulent via les gares de Seraing et Ougrée remises en service sur la ligne 125A.
Un projet de rénovation de la gare en logements et office de tourisme est en cours. Un nouvel étage de style moderne s'ajoutera aux ailes basses et le corps central sera percé d'une terrasse. Un projet plus radical comprenant la démolition des étages supérieurs a été retiré.

## Service des voyageurs

### Accueil
Gare SNCB, elle dispose d'un bâtiment voyageurs, désormais fermé. Des aménagements, équipements et services sont à la disposition des personnes à mobilité réduite.

### Desserte
Flémalle-Haute est desservie par des trains InterCity (IC), Suburbains (S), Omnibus (L) et Heure de pointe (P) de la SNCB qui empruntent les lignes commerciales 125 et 125A.
En semaine, Flémalle-Haute possède six dessertes par heure :
- des trains IC entre Liège-Saint-Lambert et Bruxelles-Midi via Namur ; Deux de ces trains sont prolongés vers Tournai l’après-midi et depuis Tournai le matin. Le matin, lors des congés, un autre train continue vers Ostende (retour l’après-midi) ;
- des trains IC entre Liège-Saint-Lambert et Mons via Namur, Charleroi-Central et La Louvière-Sud ;
- des trains L entre Liège-Guillemins et Namur ;
- des trains S42 entre Liers et Flémalle-Haute, au rythme de deux par heure.

En heure de pointe, s'ajoute un train P entre Liège-Guillemins et Statte dans chaque sens (le matin) et un de Liège-Guillemins à Statte (l’après-midi).
Les week-ends et jours fériés, Flémalle-Haute possède trois dessertes par heure : des trains IC entre Liers et Mouscron via Namur, Charleroi-Central, La Louvière-Sud, Mons et Tournai ainsi que des trains S42 de Liers à Flémalle-Haute et L de Liège-Guillemins à Namur circulant comme en semaine.

### Intermodalité
Un parking gratuit pour les véhicules y est aménagé. Des arrêts permettent des correspondances avec les bus des lignes 3, 46 et 47.

## Comptage voyageurs
Ce graphique et tableau montre le nombre de voyageurs embarquant en moyenne durant la semaine, le samedi et le dimanche.
| Nombre de passagers qui embarquent à la gare de Flémalle-Haute | Nombre de passagers qui embarquent à la gare de Flémalle-Haute | Nombre de passagers qui embarquent à la gare de Flémalle-Haute | Nombre de passagers qui embarquent à la gare de Flémalle-Haute |
|                                                                | Semaine                                                        | Samedi                                                         | Dimanche                                                       |
| -------------------------------------------------------------- | -------------------------------------------------------------- | -------------------------------------------------------------- | -------------------------------------------------------------- |
| 1977                                                           | 673                                                            | 147                                                            | 108                                                            |
| 1978                                                           | 706                                                            | 196                                                            | 116                                                            |
| 1979                                                           | 720                                                            | 207                                                            | 170                                                            |
| 1980                                                           | 595                                                            | 153                                                            | 110                                                            |
| 1981                                                           | 708                                                            | 184                                                            | 160                                                            |
| 1982                                                           | 716                                                            | 200                                                            | 273                                                            |
| 1983                                                           | 630                                                            | 177                                                            | 218                                                            |
| 1984                                                           | 1 223                                                          | 284                                                            | 242                                                            |
| 1985                                                           | 1 123                                                          | 278                                                            | 295                                                            |
| 1986                                                           | 1 004                                                          | 248                                                            | 239                                                            |
| 1987                                                           | 1 094                                                          | 241                                                            | 177                                                            |
| 1988                                                           | 1 168                                                          | 284                                                            | 298                                                            |
| 1989                                                           | 1 059                                                          | 276                                                            | 278                                                            |
| 1990                                                           | 917                                                            | 227                                                            | 250                                                            |
| 1991                                                           | 1 013                                                          | 268                                                            | 235                                                            |
| 1992                                                           | 1 061                                                          | 270                                                            | 291                                                            |
| 1993                                                           | 827                                                            | 268                                                            | 262                                                            |
| 1994                                                           | 780                                                            | 198                                                            | 140                                                            |
| 1995                                                           | 822                                                            | 189                                                            | 158                                                            |
| 1996                                                           | 833                                                            | 101                                                            | 90                                                             |
| 1997                                                           | 762                                                            | 135                                                            | 103                                                            |
| 1998                                                           | 340                                                            | 106                                                            | 86                                                             |
| 1999                                                           | 252                                                            | 81                                                             | 65                                                             |
| 2000                                                           | 467                                                            | 210                                                            | 156                                                            |
| 2001                                                           | 275                                                            | 93                                                             | 93                                                             |
| 2002                                                           | 324                                                            | 122                                                            | 72                                                             |
| 2003                                                           | 1 191                                                          | 108                                                            | 82                                                             |
| 2004                                                           | 1 038                                                          | 123                                                            | 96                                                             |
| 2005                                                           | 1 220                                                          | 145                                                            | 106                                                            |
| 2006                                                           | 1 369                                                          | 217                                                            | 136                                                            |
| 2007                                                           | 482                                                            | 130                                                            | 122                                                            |
| 2008                                                           | -                                                              | -                                                              | -                                                              |
| 2009                                                           | 469                                                            | 148                                                            | 140                                                            |
| 2010                                                           | -                                                              | -                                                              | -                                                              |
| 2011                                                           | -                                                              | -                                                              | -                                                              |
| 2012                                                           | 515                                                            | 172                                                            | 161                                                            |
| 2013                                                           | 489                                                            | 234                                                            | 239                                                            |
| 2014                                                           | 496                                                            | 203                                                            | 216                                                            |
| 2015                                                           | 864                                                            | 222                                                            | 172                                                            |
| 2016                                                           | 1 107                                                          | 213                                                            | 179                                                            |
| 2017                                                           | 1 097                                                          | 237                                                            | 213                                                            |
| 2018                                                           | 1 197                                                          | 875                                                            | 799                                                            |
| 2019                                                           | 1 198                                                          | 354                                                            | 294                                                            |
| 2020                                                           | 884                                                            | 226                                                            | 172                                                            |
| 2021                                                           | -                                                              | -                                                              | -                                                              |
| 2022                                                           | 1 331                                                          | 369                                                            | 292                                                            |
| 2023                                                           | 1 687                                                          | 403                                                            | 260                                                            |
| 2024                                                           | 1 421                                                          | 377                                                            | 395                                                            |